# 2023 FW13
2023 FW13とは、2023年3月28日にアメリカ合衆国のハワイに位置するパンスターズによって発見された小惑星である。2023 FW13は地球から見れば地球の周囲を公転しているように見える準衛星である。地球から約2700万キロメートル離れた位置に存在し、直径は10～20メートルであると推定されている。

## 軌道
2023 FW13の軌道は地球と1:1の軌道共鳴の関係にあり、軌道離心率が高く、火星の軌道や金星の軌道付近まで広がっている。紀元前100年あたりから地球の準衛星になったと推定されている。この推定が正しければ、(469219) Kamoʻoalewaを大幅に追い越し、最も安定した地球の準衛星となる。Kamoʻoalewaが地球の準衛星である期間は約300年とされているが、2023 FW13は少なくとも西暦3700年までの約3800年間、地球の準衛星であり続けるとされている。